# 浪漫倶楽部
『浪漫倶楽部』（ロマンくらぶ）は、『月刊少年ガンガン』（エニックス、現・スクウェア・エニックス刊）にて1995年6月号から1998年No.3まで連載されていた、天野こずえによる日本の漫画、およびそれを原作とした小説やドラマCDを指す。漫画は全6巻。2005年、マッグガーデンから新装版が発売された。
天野にとって初の長期連載作品。作品のテーマの1つに「終わらない放課後」を掲げている。連載期間中の四季に合わせた様々な行事やイベントを組み込ませているのも特徴。

## あらすじ
昔から奇妙な現象が多発してきた町に在る夢ヶ丘中学校。その謎を解明すべく立ち上げられた「浪漫倶楽部」。設立者の綾小路部長と共に主人公・火鳥泉行がいつものように取るに足らない事件を捜査していたところ、裏山で彼にしか見えない1人の少女と出会う。この町の奇怪な現象を鎮めるために生み出された「石の精霊」と名乗る彼女との出会いから、素敵な物語が幕を開ける。

## 登場人物
火鳥泉行（かとり せんこう）
本作の主人公。夢ヶ丘中学2年生。小さい頃から他人には見えない不思議な存在が見える「第2の瞳（セカンドサイト）」の持ち主。少し活発で優しい性格。いつも帽子を被っていて眠っているときも外さず、部長との出会いのお話でのみはずしている姿がみられる。両親と姉の4人家族で両親は普段海外出張している。
モデルは「ファイアーエムブレム」のジュリアン。
コロン
夢ヶ丘中学校の裏山に住む石の精霊。外見は幼い少女。霊的なパワーが存在するこの町で、奇怪な事件を抑えるために丘神石と共に生み出された存在。泉行に出会って人間の感情を知り、浪漫倶楽部の一員として不思議事件を解決することで自分の本分を果たそうとする。幼い外見だが、年齢は100歳。純粋で明るい女の子。「コロン」の名は泉行から与えられたもので、由来は「まんまるくてころころしているから」。
綾小路宇土（あやのこうじ うど）
「浪漫倶楽部」の設立者・部長で、夢ヶ丘中学3年生で泉行らの1年先輩。校内では変わり者扱いされているが非常に好人物。どこかマヌケで頼りないのだが、先輩らしくここぞという時の芯は強い。なかなかに博識。両親と妹と三つ子の弟という大家族。
天野こずえの別作品『ARIA』にウッディー（綾小路宇土51世）という宇土によく似た人物が登場している。
橘月夜（たちばな つくよ）
本作のヒロイン的存在。夢ヶ丘中学2年生で泉行とは同じクラス。大人しい性格が災いして同級生にいじめられていたが、不思議事件に遭遇して泉行・コロンらと出会い浪漫倶楽部に入部し、明るさを取り戻す。泉行と出会ったことがきっかけだからか、彼のことが好きらしい。幼少時に泉行と出会っていて、僅かながら覚えている様子（泉行は覚えていない）。
モデルは「ファイアーエムブレム」のレナ。
高橋由紀（たかはし ゆき）
「風紀倶楽部」の部長。夢ヶ丘中学3年生で宇土とは同じクラス。何かと「浪漫倶楽部」につっかかって宇土と常に張り合う姿は校内でも有名だが、実は彼の事が好き。学校内では2年連続して男子人気投票1位という憧れのマドンナ的な存在であり、プロポーション抜群。勉強・スポーツもできるが、実は料理が非常に下手。

### 火鳥家
火鳥力人（かとり りきと）
真斗と泉行の父。普段は妻の金千代と共に海外へ行っているため、家にはいない。学校で1番怖いと生徒達から恐れられている結城先生とは、中学時代の友人。サクラという少女が初恋の人。
火鳥金千代
真斗と泉行の母。服装や考え方が少々少女趣味。2時間お風呂に浸かりっぱなしでものぼせないという体質。普段の態度からは分からないが子供たちのことを第一に考えている。
火鳥真斗（かとり まと）
泉行の姉で火鳥家長女。「第2の瞳」を持つ泉行のことを理解してくれる存在。性格はさっぱりとしていてあまり人の深い事情までは踏み込まない。言いたいことは口にするほうではあるが、本音は隠していることがほとんど。自分を翻弄する母とは仲が悪いように見えて、実は結構仲が良く、家族を大切に思っている。両親が海外で仕事をしているので、家のことをは真斗が切り盛りしている。夢ヶ丘中学卒業生。
天野こずえの別作品『あまんちゅ!』にも、成長した姿でレギュラーキャラクターの一人として出演している。

### 綾小路家
綾小路一平&冬二&三太（あやのこうじ いっぺい、とうじ、さんた）
綾小路家の末っ子で三つ子。見分け方は髪の毛の本数。兄に非常に似ている。まだ幼く、かなりのやんちゃぶりで、身長制限されているはずのジェットコースターに乗り込んで振り落とされかけたことも。口に入るものは何でも食べてしまうという食欲の持ち主で、決して美味しいとはいえない由紀の料理も平らげた。
綾小路澄美（あやのこうじ すみ）
綾小路家長女。宇土の妹で三つ子たちの姉。幼い年齢の割にはかなりしっかりしており、兄の良き理解者。
綾小路弥七&睦美（あやのこうじ やしち、むつみ）
綾小路家両親。名前はCDドラマのキャラクター紹介より。弥七は夢ヶ丘大学の考古学教授で一年中世界を飛び回っているため、家にはほとんど居ない。睦美は法事で田舎にいっていたり、父の日だということで澄美と共に弥七の元へ行ったりと、よく家を留守にしている。

### 夢ヶ丘中学校
赤井杏（あかい あん）
図書委員の女の子だが、その正体は『赤毛のアン』の物語の主人公・アン。本をこよなく愛する幽霊で、秋の読書週間で図書室を利用していた月夜と仲良くなる。本を乱暴に扱う人には容赦しない。
香緒里（かおり）
美術の赤点で追試課題「友達の絵」を泉行・八ッ橋・睦美と共に描いていた女の子。苗字は不明。かなりの怖がりで、不思議事件の際には取り乱し方が激しかった。
火鳥の昔の同級生
黒髪の少年と茶髪の少年。小学3年の時火鳥と一緒に初詣に行くが、火鳥の訴えに耳を貸さず「お前もおばけみたいだぞ」と吐き捨て去っていく。その後大柄な生徒と共に第10話・第20話に成長した姿で登場し、月夜と関わる事になる。
クラスメイトの女の子たち
眼鏡をかけた女の子とその取り巻きたち。月夜をパシリとして使っていたり、部長を痴漢と間違えたりなど、意地の悪い行動が目立つ。何度か登場はしているものの、名前はない。
黒巣先生（くろす）
美術の先生。子供に恵まれなかったため、娘の空想の姿を肖像画として描いており、その想いの強さからか彼の知らない間に実体化していた。
源氏雛子（げんじ ひなこ）
浪漫倶楽部に突如入部してきた女の子。その正体は部長に助けられた蛍の化身。助けてくれた部長に恩返しをしようと人間になるが、1週間という短い寿命が終わってしまい死んでしまう。時は流れて流れ星が流れた夜、部長がもう1度会いたいと願ったことから1日だけ生き返るも、部長には会わずに高橋に想いを託して消えてしまう。
ARIA第7巻に似た外見のキャラが登場している。
モデルは「ファイナルファンタジー3」の水の巫女エリア。
校長先生
夢ヶ丘中学校の校長先生。終業式の日に部活単位で競うイベントを開き、生徒に寒中水泳をさせるという型破りな人物。
桜井先生（さくらい）
技術家庭科の先生。真面目で厳格な性格で、生徒達からはとっつきにくいと少し敬遠されていた。定年まで1年を残し退職する。学校にあった40年以上前の古い柱時計をとても大事にしていたが、生徒（後述の矢野）の手によって壊されてしまう。
容貌は『天才柳沢教授の生活』の柳沢教授に似ている。
谷川萌（たにかわ もえ）
飼育委員の女の子。鳥が好きで、特に小鳥のポーちゃんと仲良し。
中川先輩と未央（なかがわせんぱいとみお）
人形劇部の部員。中川先輩は3年、未央は2年。未央は中川先輩のことが好きで、人形劇の最中に先輩に告白。一緒の高校に行くと約束する。
西崎幸広（にしざき ゆきひろ）
新聞倶楽部の部長。新聞部員らしく、いつでもスクープを狙っている。由紀が部長のことが好きということを知り、いろいろ作戦を立ててそのことを記事にしようと奮闘している。時々部長の隠し撮り写真を撮るように、高橋から依頼されている。いつでもテンションが高い。
日渡美陽（ひわたり みはる）
吹奏楽部に所属する女の子で、音楽室のピアノが勝手に鳴り出すという不思議事件を解決してくれるよう、浪漫倶楽部に依頼した女の子。ピアノが得意。彼女のピアノを思う強い気持ちにより、無事に事件は解決する。
日渡美陽の先輩
吹奏楽部の先輩で、1年生の美陽がピアノ演奏者に選ばれたことを嫉妬していた。また、自分達の楽器が壊されたのは古いピアノのせいだとして、ピアノの弦を切ってしまうなど過激な行動を取る。しかし、自分達がいがみ合っていたことを反省し、美陽とも無事に仲直りを果たす。
宮本先生（みやもと）
夢ヶ丘中学に20年以上いるという古株の先生。担当教科は作中では明らかにされていない。白いひげをたくわえた優しく温厚な先生で、結構物知り。
睦美（むつみ）
美術の赤点の追試課題を泉行・八ッ橋・香緒里と一緒に描いていた女の子。しかし、その正体は美術室に現れるという幽霊で、黒巣先生が描いた肖像画が実体化した姿。
八ッ橋（やつはし）
美術の赤点の追試課題を泉行・睦美・香緒里と一緒に描いていた男の子。演劇部の部員。幽霊がいるとわかっても、香緒里ほど取り乱さなかった。
作者の短編作品「刹那の夏」及び「夢空界」にて同名キャラが登場している。また「クレセントノイズ」の単行本のカバー裏にも名前が登場している。
矢野（やの）
泉行の友達でサッカー部に所属している。やや不良っぽいキャラクターとして登場し、桜井先生への反発から大切にしていた古時計を壊した。桜井先生の生徒への想いにふれてからは快活で気のいい性格に変わり、たびたび登場するようになる。部では先輩の言いなりになっている。火鳥とは1年生の時からのクラスメイトである。
結城先生（ゆうき）
いかつい顔をした先生で夢ヶ丘中学では1番怖い先生と生徒達から恐れられている。泉行の父である力人とは中学時代の同期。真斗も彼を恐れていたらしい。
七瀬涼（ななせ りょう）
部長のクラスメイトで褐色の肌の女の子。高橋の友達。苗字は小説版第2巻で判明。おじいちゃん子で、祖父がプレゼントしてくれたぬいぐるみを大切にしている。そのことを他の友達にバカにされて、祖父にひどいことを言ってしまったあと、祖父がすぐに亡くなったため、謝れなかったことをずっと後悔していた。しかし海で溺れた時に、カエルに魂を宿した祖父と再会し、互いに想いを伝え合うことが出来た。
瑠佳（るか）
入学してから半年間、友達ができなかった1年生の女の子。文化祭の準備のときに描いたラクガキくんの協力によって、二人の友達ができた。

### そのほかの登場人物
アメフラシ
梅雨の時季に相棒である白い蛇と一緒に雨を降らせている男の子。外見は幼稚園児ぐらいだが、実年齢はコロンと同じく100歳。相棒の蛇とはぐれ、裏山で探していたところ、泉行たちと出会う。探していた相棒も無事に見つかり、虹の橋で空へと帰っていく。
亜由美（あゆみ）
コロンの遊び相手。自分が話題の中心にいないと嫌だという、少しわがままな女の子。公園の人気者であるコロンと一緒にいるのもそのためで、コロンと仲良くなった津乃に焼きもちを妬いたこともあった。しかし根が悪い子というわけではなく津乃の正体がばれてしまった時は彼女を庇って他の子供達を説得した。
ウサギ
月夜が幼い頃に飼おうとしたが飼うことができなかったウサギ。猫又の「お願い魔法」で出現した月を捕まえることができて、10年間願っていた月夜との再会を無事に叶えることができた。
王子&ルル
中川先輩と未央が人形劇で使った主役の人形。王子が未央の前に、ルルが中川先輩の前に現れて、未央に告白する勇気を与える。モデルはそれぞれ中川先輩と未央。
おひな様
コロンが見つけた学校の古い雛人形。既に新しい雛人形があったため、宮本先生がコロンにプレゼントしてくれた。名前はヒナちゃん。新しい雛人形に溜まった20年分の生徒の厄を一身に引き受け、川に流される。古い自分と遊んでくれたコロンにとても感謝していた。
織姫&彦星（おりひめとひこぼし）
月夜が小さい頃に作った折り紙が、霊的土地の力を借りて実体化した姿。折り紙の本の、それぞれの折り方が掲載されてあるページに挟まれていて、織姫だけが笹に結ばれ七夕流しで川に流されて離れ離れになったために、彦星に会いたいという願いから流された笹を学校まで戻してしまう。そのことに気づいた月夜が彦星と再会させたことで、事件は無事に解決する。
過去のコロン
50年前の世界からやってきた石の精霊。つまり、コロンの50年前の姿。どの時代の石の精霊よりも孤独な存在で、自分の生きた証である丘神石で霊的土地を封じる役目をコロンにもさせるべく、嘘をついてコロンを石の中へ戻そうとした。しかし、50年後に泉行たち浪漫倶楽部と出会えるという未来を知らせ心に温もりを与える、という丘神石の計らいにより、50年後の世界（つまり現在）へ送られたことを知る。その温もりを知り、過去へと帰ってゆく。
風見鶏（かざみどり）
飼育小屋の屋根についている風見鶏で、ポーのお気に入り。霊的土地に集まる魔の力を追い払う役目も担い、この風見鶏が屋根から離れてしまったことで、飼育小屋の鳥達が暴走してしまった。
紙芝居やさん
お祭りの日に、子供だけしか見ることが出来ないという紙芝居を見せている男の子。紙芝居の内容はピーターパンで、彼の正体も、またピーターパン。幼い頃に泉行と月夜の二人に出会っているが、当の本人達はほんの少ししか覚えていなかった。
こいのぼり
部長のこいのぼりで、子供の頃、唯一の友達だった。霊的土地の力を借りて龍となり、浪漫倶楽部メンバーを背中に乗せて夜空を飛ぶ。おなかには部長の名前が書かれている。
コロタン
泉行が夢ヶ丘中学に入学した時に出会った引越し好きの妖精・コロボックルの1人。「第2の瞳」を持つ泉行にしか見ることができず、石の間に挟まって動けなくなっていたところを泉行に助けられた。北海道から引越しを続けて、夢ヶ丘中学にいる間、泉行にご飯を届けてもらっていた。現在は九州の方まで引っ越しているらしいが、定かではない。体が小さいためカラスなどの大きな鳥が天敵である。
サクラ
力人の中学時代のガールフレンドで、初恋の人。重い白血病（『ガンガン』本誌掲載時にはガン）で、早くに亡くなってしまうが、力人に最後のメッセージを伝えるために成仏できずいた。しかし、力人と無事に再会し、メッセージを伝えることができて成仏する。
沙羅（さら）
七福神の一人である弁財天。年末からお正月にかけて、他の人たちと同じようにのんびりと過ごしたいと仲間達とケンカし、偶然居合わせた泉行とつかの間の休息を楽しむ。古い人なのでアイスなど洋菓子を食べたことがなかった。意地を張って仲間のところに帰ろうとしなかったが、泉行の説得により、仲直りして帰っていく。
ジャック
夢ヶ丘中学のハロウィン祭りで大暴れをしたイラズラ好きな男の子。その正体はジャック・オ・ランタンのもとになった男の子。泉行たちと仲良くなり、来年にまた会おうと約束する。
竹林のおじいさんとおばあさん
泉行が七夕用の笹を貰いに行った竹林の持ち主のおじいさんと、亡くなった妻のおばあさん。仕事ばかりで家庭を顧みなかったおじいさんだったが、亡くなったおばあさんが言い残した120年に1度の奇跡を見るために仕事を辞め、竹林の世話を続けていた。ある日おばあさんが若い頃の姿で現れて、もうすぐ竹林が土砂崩れで埋もれてしまうという注意をしに来る。その際に「120年に1度」の奇跡を共に目にすることができた。その後、竹林はなくなってしまったが、その地面には、たけのこが生えていた。
津乃（つの）
公園でいつも一人で遊んでいた女の子。祖父と一緒に町の方へ降りてきたが、人見知りをする性格からなかなか友達ができずにいた。正体は節分の時に現れる鬼の子供。コロンや亜由美たちと一緒に節分を楽しみ、角を隠すために被っていた帽子を亜由美にプレゼントし、帰っていく。
猫又（ねこまた）
1年に1度開かれる動物達のお茶会を仕切っていたネコ。人間のことをあまりよく思っていなかった。月を捕まえると願い事が叶うという「お願い魔法」を使うことができるが、それを成し遂げた者は未だにいない。10年間あきらめずに挑戦し続けたウサギや、彼のことを忘れていた自分を責める月夜を見て、人間を少しだけ見直す。
ポーちゃん
飼育小屋で飼われているヒタキ科の小鳥。元々は怪我をした野鳥であったのを萌に助けられ、そのまま飼育小屋にいつく。屋根についている風見鶏が大好きでいつもそこで羽を休めていた。萌を助けるため霊的土地の力を借り、一度だけ言葉を話し、風見鶏のある場所を萌に伝える。
三毛猫
親と逸れたところをコロンが見つけ、少しの間飼っていた子猫。とても珍しい三毛猫のオスで、不良たちに売り飛ばされそうになった。最後に、親ネコと兄弟達のところへと帰っていく。
巫女さん
幼い泉行が初詣に訪れたときに出会った梅の木の精霊。他の木より、やせ細った木だったため、おみくじを結ぶ人がおらず、枝いっぱいにおみくじを結びたいという願いを泉行に伝えるが、その努力もむなしく、木におみくじを結ぶ人はいなかった。しかし、そのときに泉行が流した涙によって、梅の木は花を咲かせ、枝はおみくじでいっぱいになる。これが泉行が出会った初めての不思議事件らしい。
睦月（むつき）
泉行とコロンが作った雪だるま。泉行にマフラーを巻いてもらったことから、泉行のことが好きになって実体化する。その後、月夜の前に現れて泉行のことが好きだと宣戦布告する。しかし、泉行と月夜の暖かい心に触れ、風邪をひいてしまった月夜の代わりに、泉行に月夜のパレンタインプレゼントを届け、溶けてしまう。
ラクガキくん
瑠佳がノートに描いたラクガキから誕生したペンギンたち。瑠佳に友達ができるように協力してほしいと、浪漫倶楽部に依頼する。瑠佳に友達ができると、役目を終えて、噴水の中に入り消えていく。

## 用語
秋の読書週間（あきのどくしょしゅうかん）
夢ヶ丘中学では、この期間内であれば、図書館で本を何冊でも借りられる。この期間中に月夜は杏と出会う。
石の精霊（いしのせいれい）
祈祷師の手によって生み出された丘神石の番人で、霊的土地の封印の役目を与えられる。霊的土地のエネルギーを糧に生きることが出来るが、このエネルギーは有限であるため、エネルギーが減るに従って身体的にも精神的にも退化し、最後には消えてしまう。一つだけ霊的土地のエネルギーなしでも生き延びられる方法が存在する。
お願い魔法（おねがいまほう）
猫又が使う魔法。魔法で出現させた月を夜明けまでに捕まえることができたら、捕まえた者の心からの願いが叶うという。しかし、月を捕まえることはそう容易なことではないため、次々に挑戦者が減っていく。そんな中ウサギだけは10年間諦めず挑戦しつづけ、ついには捕まえることに成功し、願い事であった月夜との再会を果たす。
丘神石（きゅうしんせき）
およそ100年前に、夢ヶ丘一帯の霊的土地を封印するために石の精霊と共に作り出された存在。霊的土地の蓋の役割を担う。
第2の瞳（セカンドサイト）
普通の人間には見えない存在が見える瞳。泉行のみが持っている。
霊的土地（パワースポット）
夢ヶ丘の裏山一帯を中心に存在する霊的な力を持った土地。その力は自らではどうすることも出来ない弱い存在の願いを叶えようとする。ただ、怪奇現象の多発などの問題も起きるために、約100年前に丘神石・石の精霊が生み出され、封印される。
風紀倶楽部（ふうきくらぶ）
高橋由紀が部長を勤める倶楽部。学校の風紀を取り締まり、校内美化を進めるのが目的だが、これは建前で、高橋が部長に振り向いてほしくて作った倶楽部。予算は少なめである。しかし、この倶楽部に所属している部員は全員掃除が得意。別名「お掃除倶楽部」（部長命名）。
不思議事件（ふしぎじけん）
主に霊的土地の作用によって引き起こされた摩訶不思議な事件を浪漫倶楽部ではこう呼び、彼らはこの事件を解明することを活動内容としている。
ポエミー萩原（ポエミーはぎわら）
本名・萩原達郎。今作の担当編集であり、雑誌掲載時の扉絵の煽り文も担当。アドバイスの際にも詩的でクサい表現をしていたようで、この作品で作者からこのアダ名が名付けられ、アシスタントがとっさに下の名前が出なかったために、このアダ名で呼び出してしまったことから当時の編集部のちょっとしたアイドルとなっていた。読者からの反響も大きかったため、本作で始まった煽り文を集めた巻末コーナーは、後に連載された『クレセントノイズ』まで恒例となり、今作のドラマCDでも特集が組まれた。作中に脇役キャラクターとしてたびたび登場している。なお、彼も天野と共にマッグガーデンへ移籍しているため、作者と担当の関係は続いている模様。『ARIA』がアニメ化された際には、オープニングに「企画協力」として名前が出ている。
夢ヶ丘中学校（ゆめがおかちゅうがっこう）
泉行たちの通う中学校で、丘の上に建っている。裏山には全ての始まりとなった丘神石があり、丘の麓からでも丘神石がよく見える。他の中学校ではなかなか行われないイベント（ハロウィンパーティやひな祭りなど）や、一風変わった行事（終業式の大掃除大会）も多い。天野こずえの初期の読みきり作品でもよく舞台となり、火鳥のベースとなるキャラクターも登場していた。
浪漫倶楽部（ろまんくらぶ）
部員数わずか3名（+コロンと雛子）というクラブ。学校周辺で起きる不思議事件を解決することが目的なので、予算も少ない。コロンと出会うまで、生徒達の勘違いなどの事件を解決することが主な仕事だった。

## 小説
- 小説 浪漫倶楽部「お化け銀杏の伝説」…著：藤咲あゆな
- 小説 浪漫倶楽部II「帰ってきた幽霊船」…著：藤咲あゆな

### 小説版の登場人物
水野恵（みずの めぐみ）
小説版1巻に登場。郷土研究会に所属している1年生の女の子で、どこか月夜に似た雰囲気の女の子。正体は「お化け銀杏の伝説」の元となった、銀杏の樹の精霊。
高橋神父（たかはし）
小説版2巻に登場。由紀の祖父で、夢ヶ浜教会の神父。温厚で人柄の良い人だが、元は大日本帝國の技術中尉であった。
神に仕えることで、戦争当時の罪を償おうとしている。
大川万里（おおかわ まり）
小説版2巻に登場。船宿「おおかわ」を切り盛りしているお婆さんで、日本に帰化した日系アメリカ人。
大川智史（おおかわ さとし）
小説版2巻に登場。万里の孫で現在大学3年生。大学では児童心理学を専攻しており、将来は孤児院を作るのが夢らしい。
新井和尚（あらい）
小説版2巻に登場。満願寺の和尚で、夢ヶ浜の出身。元は大日本帝國の准尉だったが、終戦近くのある事件をきっかけに仏門に帰依する。

## ドラマCD
- 浪漫倶楽部 サウンドシアター
  - キャスト
    - 火鳥泉行：岩永哲哉
    - コロン：木原さとみ
    - 綾小路宇土：千葉繁
    - 橘月夜：久川綾
    - 源氏雛子：井上喜久子
    - 桜井先生：緒方賢一
    - 矢野：岡野浩介
    - 綾小路澄美：草地章江